# Can Blanc (Òrrius)
Can Blanc és una masia del municipi d'Òrrius (Maresme) inclosa en l'Inventari del Patrimoni Arquitectònic Català.

## Descripció
Masia situada a l'entrada del poble d'Òrrius, prop del pont que travessa la riera d'Òrrius. Aquest edifici pertany al grup II -les vessants de la teulada donen als murs laterals-, d'estructura clàssica, abundant a aquesta zona.
La façana principal està composta de quatre finestres i un portal rodó d'onze dovelles. Les finestres del primer pis estan emmarcades amb carreus i tenen ampit. Les parets exteriors pintades de blanc amaguen els típics carreus dels angles.
Al costat del portal hi ha un petit contrafort. Els murs i les cobertes estan fets, respectivament, de tàpia i teula. Algunes parets exteriors estan arrebossades amb ciment, sobretot el segon con del conjunt de la casa que es troba a la part posterior.
Actualment la masia a perdut la funció agrícola per la de segona residència, amb un entorn enjardinat.